# بوتا ایرویز
بوتا ایرویز (به انگلیسی: Buta Airways) یک شرکت هواپیمایی با کد یاتا TBA است که در دسامبر ۲۰۱۶ میلادی تأسیس شده‌است. دفتر مرکزی بوتا ایرویز در باکو، جمهوری آذربایجان واقع شده‌است و قطب این شرکت هواپیمایی در فرودگاه بین‌المللی حیدر علی‌اف قرار دارد و به ۱۱ مقصد، پرواز انجام می‌دهد.

## مقصدهای پروازی
در ژوئیهٔ ۲۰۱۷ میلادی، بوتا ایرویز برنامه دارد که به ۱۱ مقصد در ۷ کشور جهان پروازهایش را آغاز کند.

## ناوگان هوایی
ناوگان بوتا ایرویز به شرح زیر است (در اوت ۲۰۱۷):
| هواپیما     | فعال | سفارش داده‌شده | ظرفیت مسافر | توضیحات |  |
| ----------- | ---- | ------------- | ----------- | ------- |  |
| امبرائر ۱۹۰ | ۲    | ۲             | ۱۰۶         |         |  |
| مجموع       | ۲    | ۲             |             |         |  |